# كتائب تركمان سوريا
كتائب التركمان السورية، (وتسمى أيضا الجيش السوري التركماني)، هو هيكل المعارضة المسلحة من التركمان المقاتل ضد القوات المسلحة السورية. يتكون الهيكل العسكري من التركمان من عدة ألوية حرة أو مشتركة، والتي تقع في جميع أنحاء حلب واللاذقية وحمص والرقة ودمشق وإدلب وحماة وطرطوس. وترتبط كتائب التركمان السورية مع المجلس السوري التركماني، وأنها تهدف لسوريا الديمقراطية بعد انهيار نظام البعث في سورية.

## كتائب التركمان الجبل في اللاذقية
يدعى الجنود التركمان في محافظة اللاذقية لواء جبل التركمان، الذي يستمد جنوده من القرى التركمانية بين هاتاي الحدودية واللاذقية. وخاضت قوات التركمان على خط المواجهة بين القرى العلوية والقرى التركمانية بعد أن أعيد تنظيما وبقيادة العقيد محمد عوض، الذي يتولى مكانا في إدارة الجيش السوري الحر. هناك مجموعه من 12 وحدة تركمانية مسلحة سورية في هذه المنطقة، والتي يقودها لواء نور الدين زنكي كتائب، لواء الظاهر بيبرس، لواء سليم الأول القاطع، لواء سلطان محمد الفاتح، لواء ممدوح جولحة، لواء ابن تميمة، لواء كاتب المصطفى، لواء فرسان التوحيد، لواء صقور التركمان. و تعمل كل القوات في مناطق مختلفة من المحافظة. وترتبط كتائب التركمان الجبل مع الكتلة الوطنية التركمانية السورية.

## كتائب التركمان في حلب
وتقع القوات المسلحة الأخرى من التركمان في محافظة حلب، وبقيادة علي بشير، وهو تركماني سوري من حلب. لواء السلطان محمد الفاتح، بقيادة محمود سليمان، ويسيطر على ستة أحياء تركمانية في وسط حلب. لواء الظاهر بيبرس تعمل في جرابلس وقوات الشهيد علي يلماز تعمل في باب الليمون، في حين أن قوات البخاري وقوات عماد الدين زنكي تعمل في منطقة منبج. وتسيطر قوات الب ارسلان على عدة قرى تركمانية بين أعزاز وجرابلس. و تعمل كلا من لواء السلطان عبد الحميد خان وقوات يلدريم بايزيد أيضا في المناطق الريفية في حلب. وترتبط كتائب التركمان في حلب مع الحركة التركمانية الديمقراطية.

## كتائب التركمان في حمص
على الرغم من أن تركمان سوريا لديها 43 قرية في حمص، لم يكن لديهم لواء مركزي منفصل. وبدلا من ذلك فإنهم يقاتلون جنبا إلى جنب مع العرب في حمص. التركمان عموما لهم دورا في القوات التالية: درع الكتيبة حمص، كتيبة شهداء الرحمن، شهداء الحق، السلطان محمد الفاتح، جند زارا، الب ارسلان، تركمان حمص.

## كتائب التركمان في الرقة
في محافظة الرقة، هناك قوات التركمان تسمى أنور الحق، التي يتزعمها الشيخ عبد الله ديده(الجد). أنور الحق تعمل في مناطق تل ابيض، رأس العين والقرى المحيطة بها.

## كتائب التركمان في دمشق وإدلب وحماة وطرطوس
من ناحية أخرى، فإن أعضاء القوات الإمام الذهبي وشباط في دمشق. و أعضاء رجال الله الأحرار هم تركمان مستقلين و درع حنانو في إدلب، وأعضاء قوات تنظيم المتراس في طرطوس هم أساسا مقاتلين تركمان. ليست هناك قوات خاصة من تركمان في حماة، لكنها عموما في القوات التي يقودها العرب.

## مصدر
1. ↑  Türkmen askerler Esad'a karşı savaşmak için yemin etti, (in Turkish), Sabah, 6 August 2012, quoted:(Türkmen Ordusu bünyesinde yaklaşık 3 bin asker bulunduruyor.) نسخة محفوظة 11 يونيو 2017 على موقع واي باك مشين.
2. ↑  Turkmen seek key positions in new Syrian cabinet. نسخة محفوظة 8 يونيو 2016 على موقع واي باك مشين., Asianet, Globalpost, 3 April 2013, quoted: Approximately 10,000 Syrian Turkmen are involved in these brigades. [وصلة مكسورة] "نسخة مؤرشفة". مؤرشف من الأصل في 2016-06-08. اطلع عليه بتاريخ 2014-07-19.{{استشهاد ويب}}:  صيانة الاستشهاد: BOT: original URL status unknown (link)
3. ↑  Türkmen ordusu yemin etti, (in Turkish), Türkiye (Newspaper), 7 August 2012 نسخة محفوظة 28 يونيو 2017 على موقع واي باك مشين.
4. ↑  Syrian Turkmens: Political Movements and Military Structures, ORSAM-Middle Eastern Turkmen Programme, Report No: 22, Page: 14 (Check English version), March 2013, Ankara "نسخة مؤرشفة" (PDF). مؤرشف من الأصل في 2016-03-04. اطلع عليه بتاريخ 2014-07-19.{{استشهاد ويب}}:  صيانة الاستشهاد: BOT: original URL status unknown (link)
5. ↑  Turkmen in joint battle 'for Syria democracy', AFP, 31 Jan 2013 نسخة محفوظة 22 سبتمبر 2020 على موقع واي باك مشين.
6. ↑  Jamestown Foundation, Syrian Turkmen Join Opposition Forces in Pursuit of a New Syrian Identity, 30 May 2013, available at: https://www.refworld.org/docid/51ac74374.html [accessed 8 August 2013] نسخة محفوظة 18 ديسمبر 2015 على موقع واي باك مشين.
7. ↑  Suriye Türkmen Ordusu resmi olarak açıklandı, FHA News Agency, 8 August 2012 نسخة محفوظة 13 يوليو 2015 على موقع واي باك مشين.
8. ↑  Türkmen Tugayı komutanı AA'ya konuştu, AA, 2 April 2013 نسخة محفوظة 10 يناير 2020 على موقع واي باك مشين.
9. ↑  2.1. Turkmen Troops in Latakia Province, Syrian Turkmens: Political Movements and Military Structures, ORSAM-Middle Eastern Turkmen Programme, Report No: 22, Page: 14, (Check English version), March 2013, Ankara"نسخة مؤرشفة" (PDF). مؤرشف من الأصل في 2016-03-04. اطلع عليه بتاريخ 2014-07-19.{{استشهاد ويب}}:  صيانة الاستشهاد: BOT: original URL status unknown (link)
10. ↑  Turkmens 'draft; sultans into battle, Hurriyet Daily News, 4 August 2012, Aleppo نسخة محفوظة 04 مارس 2016 على موقع واي باك مشين.
11. ↑  2.2 Turkmen Troops in Aleppo Province, Syrian Turkmens: Political Movements and Military Structures, ORSAM-Middle Eastern Turkmen Programme, Report No: 22, Page: 15, (Check English version), March 2013, Ankara "نسخة مؤرشفة" (PDF). مؤرشف من الأصل في 2016-03-04. اطلع عليه بتاريخ 2014-07-19.{{استشهاد ويب}}:  صيانة الاستشهاد: BOT: original URL status unknown (link)
12. ↑  2.3 Turkmen Troops in Homs Province, Syrian Turkmens: Political Movements and Military Structures, ORSAM-Middle Eastern Turkmen Programme, Report No: 22, Page: 16, (Check English version), March 2013, Ankara"نسخة مؤرشفة" (PDF). مؤرشف من الأصل في 2016-03-04. اطلع عليه بتاريخ 2014-07-19.{{استشهاد ويب}}:  صيانة الاستشهاد: BOT: original URL status unknown (link)
13. ↑  2.4 Turkmen Troops in al-Raqqah Province, Syrian Turkmens: Political Movements and Military Structures, ORSAM-Middle Eastern Turkmen Programme, Report No: 22, Page: 17, (Check English version), March 2013, Ankara "نسخة مؤرشفة" (PDF). مؤرشف من الأصل في 2016-03-04. اطلع عليه بتاريخ 2014-07-19.{{استشهاد ويب}}:  صيانة الاستشهاد: BOT: original URL status unknown (link)
14. ↑  2.6, 2.7, 2.8, Syrian Turkmens: Political Movements and Military Structures, ORSAM-Middle Eastern Turkmen Programme, Report No: 22, Page: 17-19, (Check English version), March 2013, Ankara"نسخة مؤرشفة" (PDF). مؤرشف من الأصل في 2016-03-04. اطلع عليه بتاريخ 2014-07-19.{{استشهاد ويب}}:  صيانة الاستشهاد: BOT: original URL status unknown (link)